# Culpable (película de 1960)
Culpable es una película en blanco y negro de Argentina dirigida por Hugo del Carril sobre el guion de Eduardo Borrás según su propia obra teatral que se estrenó el 2 de junio de 1960 y tuvo como protagonistas a Hugo del Carril, Roberto Escalada, Elina Colomer y Myriam de Urquijo.

## Sinopsis
Un delincuente enfrenta a la policía disparándoles con ametralladora desde un primer piso de un chalet de las afueras de Buenos Aires y de vez en cuando abate un policía. El pistolero tiene tiempo para reflexionar, para cargar su arma, para correr de una ventana a la otra. Quien dirige a la policía advierte la inutilidad de sus esfuerzos y suspende el fuego.

## Reparto
Intervinieron en el filme los siguientes intérpretes:
| Actor                 | Personaje           |
| --------------------- | ------------------- |
| Hugo del Carril       | Leo / Pablo Morán   |
| Roberto Escalada      | Carlos              |
| Elina Colomer         | Gloria / Isabel     |
| Myriam de Urquijo     | Aurora / Laura      |
| Diana Ingro           |                     |
| María Aurelia Bisutti | Novia de Leo        |
| Ernesto Bianco        | Conciencia          |
| María Esther Duckse   | Abuela              |
| Luis Otero            | Inspector Valerio   |
| Carlos Olivieri       | Raúl / Mario        |
| Mario Campodónico     | Mario Martín        |
| Yamandú Romero        |                     |
| Adolfo Linvel         | Miembro de comité 2 |
| Rogelio Romano        |                     |
| Francisco Audenino    | Huelguista          |
| Carlos Cotto          | Miembro de comité 1 |
| Gilberto Peyret       | Dueño de bote       |
| Alma Montiel          |                     |
| Alberto Quiles        | Morales             |
| Claudio Lucero        | Camionero           |
| Humberto Martínez     |                     |
| Violeta Curtois       | Extra               |

## Comentarios
Homero Alsina Thevenet en El País de Montevideo opinó del filme:

”Tiene un calibre original que es asombroso en el cine argentino… pero no está realizado como drama, ni como filosofía, ni como cine, por lo menos en la medida impuesta por su propia ambición… es evidente que Hugo del Carril ha asimilado su lección de cine extranjero… y es evidente también que ese nivel no lo conforma.”

Jorge Miguel Couselo dijo en Correo de la Tarde:

”Hugo del Carril pone en evidencia una vez más su bondad de director, su particular concepción de la imagen…(pero) en su debilidad o despreocupación por el libro cinematográfico está denunciando una falla que demore o malogre sus posibilidades de hombre incuestionablemente dotado.”

César Maranghello en “Hugo del Carril” de la colección Los directores del cine Argentino, Centro Editor de América Latina, 1993 dijo:

”Fue una película de transición en la obra de Del Carril, que sin embargo, la amaba profundamente. Formalmente tuvo una gran belleza en la puesta en imagen…La cámara tiene soltura, agilidad e inquietud, pero en cambio son deficientes la música ambiental y gran parte de las interpretaciones.”

Por su parte Manrupe y Portela escriben:

”Policial con buceo psicológico bien filmado y con una doble oportunidad para el protagonista realmente atípica y atrayente. A pesar de la insistencia en los diálogos con la conciencia (Bianco) un título para rever en la filmografía del director.”